# Albon (Droma)
Albon és un municipi francès situat al departament de la Droma i a la regió d'Alvèrnia-Roine-Alps. L'any 2007 tenia 1.694 habitants.

## Poblacions properes
El següent diagrama mostra les poblacions més properes.

## Demografia

### Població
El 2007 la població de fet d'Albon era de 1.694 persones. Hi havia 641 famílies de les quals 162 eren unipersonals (77 homes vivint sols i 85 dones vivint soles), 185 parelles sense fills, 250 parelles amb fills i 44 famílies monoparentals amb fills.
La població ha evolucionat segons el següent gràfic:
Habitants censats

### Habitatges
El 2007 hi havia 743 habitatges, 668 eren l'habitatge principal de la família, 42 eren segones residències i 33 estaven desocupats. 671 eren cases i 68 eren apartaments. Dels 668 habitatges principals, 514 estaven ocupats pels seus propietaris, 143 estaven llogats i ocupats pels llogaters i 11 estaven cedits a títol gratuït; 6 tenien una cambra, 24 en tenien dues, 66 en tenien tres, 208 en tenien quatre i 363 en tenien cinc o més. 509 habitatges disposaven pel capbaix d'una plaça de pàrquing. A 248 habitatges hi havia un automòbil i a 373 n'hi havia dos o més.

### Piràmide de població
La piràmide de població per edats i sexe el 2009 era:
| Homes | Edats   | Dones |
| ----- | ------- | ----- |
| 0     | 95 o +  | 1     |
| 4     | 90 a 94 | 3     |
| 13    | 85 a 89 | 8     |
| 8     | 80 a 84 | 24    |
| 25    | 75 a 79 | 35    |
| 23    | 70 a 74 | 41    |
| 29    | 65 a 69 | 27    |
| 45    | 60 a 64 | 40    |
| 30    | 55 a 59 | 25    |
| 60    | 50 a 54 | 61    |
| 55    | 45 a 49 | 56    |
| 71    | 40 a 44 | 62    |
| 50    | 35 a 39 | 58    |
| 50    | 30 a 34 | 51    |
| 49    | 25 a 29 | 51    |
| 42    | 20 a 24 | 29    |
| 72    | 15 a 19 | 57    |
| 53    | 10 a 14 | 48    |
| 52    | 5 a 9   | 36    |
| 49    | 0 a 4   | 26    |

## Economia
El 2007 la població en edat de treballar era de 1.108 persones, 823 eren actives i 285 eren inactives. De les 823 persones actives 764 estaven ocupades (416 homes i 348 dones) i 58 estaven aturades (25 homes i 33 dones). De les 285 persones inactives 94 estaven jubilades, 88 estaven estudiant i 103 estaven classificades com a «altres inactius».

### Ingressos
El 2009 a Albon hi havia 691 unitats fiscals que integraven 1.782,5 persones, la mediana anual d'ingressos fiscals per persona era de 17.327 €.

### Activitats econòmiques
Dels 92 establiments que hi havia el 2007, 2 eren d'empreses extractives, 2 d'empreses alimentàries, 1 d'una empresa de fabricació de material elèctric, 1 d'una empresa de fabricació d'elements pel transport, 11 d'empreses de fabricació d'altres productes industrials, 17 d'empreses de construcció, 22 d'empreses de comerç i reparació d'automòbils, 6 d'empreses de transport, 6 d'empreses d'hostatgeria i restauració, 3 d'empreses immobiliàries, 7 d'empreses de serveis, 8 d'entitats de l'administració pública i 6 d'empreses classificades com a «altres activitats de serveis».
Dels 24 establiments de servei als particulars que hi havia el 2009, 1 era una oficina de correu, 7 tallers de reparació d'automòbils i de material agrícola, 4 paletes, 4 guixaires pintors, 2 lampisteries, 2 perruqueries, 2 restaurants, 1 agència immobiliària i 1 saló de bellesa.
Dels 5 establiments comercials que hi havia el 2009, 1 era una botiga de menys de 120 m², 1 una fleca, 1 una carnisseria, 1 una llibreria i 1 una botiga de roba.
L'any 2000 a Albon hi havia 56 explotacions agrícoles que ocupaven un total de 1.550 hectàrees.

## Equipaments sanitaris i escolars
El 2009 hi havia dues escoles elementals.